# Unione Sportiva Milanese 1907-1908
Questa pagina raccoglie i dati riguardanti l'Unione Sportiva Milanese nelle competizioni ufficiali della stagione 1907-1908.

## Organigramma societario
Area direttiva
- Presidente: rag. Romolo Buni
- Vicepresidente: Gilbert Marley
- Campo: Via Comasina 6, nella frazione Dergano di Affori (MI).

Area organizzativa
- Segretario: Carlo Legnazzi
- Vice-Segretario: Leonardo Acquati
- Cassiere: Pietro Garanzini

Area tecnica
- Allenatore: Commissione Tecnica

## Rosa
| N. |                   | Ruolo | Calciatore            |
| -- | ----------------- | ----- | --------------------- |
|    | Italia (bandiera) | C     | Vincenzo Alfieri      |
|    | Italia (bandiera) | A     | Paolo Besana          |
|    | Italia (bandiera) | A     | Arturo Boiocchi       |
|    | Italia (bandiera) | D     | Cesare Boldorini (I)  |
|    | Italia (bandiera) | A     | Mario Cagliani        |
|    | Italia (bandiera) | A     | Emilio Colombo        |
|    | Italia (bandiera) | C     | Armando Cremonesi     |
|    | Italia (bandiera) | P     | Mario De Simoni       |
|    | Italia (bandiera) | A     | Alfredo Franziosi     |
|    | Italia (bandiera) | A     | Mario Ghinelli        |
|    | Italia (bandiera) | A     | Grassi                |
|    | Italia (bandiera) | A     | Carlo Magno Magni (I) |

| N. |                   | Ruolo | Calciatore           |
| -- | ----------------- | ----- | -------------------- |
|    | Italia (bandiera) | D     | Magni (II)           |
|    | Italia (bandiera) | P     | A. Meazza (II)       |
|    | Italia (bandiera) | A     | Umberto Meazza (I)   |
|    | Italia (bandiera) | A     | Armando Morbelli (I) |
|    | Italia (bandiera) | A     | Celso Morbelli (II)  |
|    | Italia (bandiera) | D     | Attilio Pirovano     |
|    | Italia (bandiera) | A     | Amilcare Pizzi (I)   |
|    | Italia (bandiera) | A     | Agostino Recalcati   |
|    | Italia (bandiera) | C     | Giacomo Roseo        |
|    | Italia (bandiera) | A     | Franco Varisco       |
|    | Italia (bandiera) | D     | Battista Verga (I)   |